# Regal Recordings
Regal Recordings là một hãng thu âm nước Anh, hoạt động như một chi nhánh của Parlophone.

## Thông tin
Regal Records là một hãng thu âm nước Anh, thành lập năm 1914 với vai trò chi nhánh của Columbia Records (Columbia Graphophone Company). Từ năm 1932, nó hợp nhất với hãng Zonophone Anh quốc và trở thành Regal Zonophone Records, tiếp sau sự hợp nhất của hai công ty mẹ Columbia Graphophone Company và Gramophone Company - thành lập nên EMI.
Các nghệ sĩ hiện tại của Regal Recordings bao gồm Lily Allen, Loney Dear, Cathy Davey và Jakobínarína.